# لیگ برتر والیبال زنان ایران ۱۳۸۴
لیگ برتر والیبال زنان ایران ۱۳۸۴ پنجمین دوره مسابقات والیبال لیگ برتر زنان و بالاترین سطح مسابقات باشگاهی والیبال زنان در ایران است. این مسابقات با حضور ۱۰ تیم در یک گروه به صورت رفت و برگشتی برگزار شد. مسابقات از ۳ آذرماه ۱۳۸۴ تا ۲۲ اردیبهشت‌ماه ۱۳۸۵ با انجام ۹۰ مسابقه برگزار شد که در پایان، تیم ذوب آهن اصفهان به قهرمانی این دوره از مسابقات رسید و تیم‌های هما تهران و نفت تهران به مقام‌های دومی و سومی رسیدند..
تیم‌های آتیلا ارتوپد کردستان، کایر (دلفین خاکستری) قزوین، ذوب آهن اصفهان، دانشگاه آزاد اسلامی تهران، برق تهران، هما، نفت تهران، تربیت بدنی گیلان، ارتان گل قم و هییت والیبال خوزستان تیم های شرکت کننده در این رقابت‌ها بودند.

## رده بندی پایانی
| رتبه | تیم           | صعود و سقوط |
| ---- | ------------- | ----------- |
| ۱    | ذوب‌آهن اصفهان |             |
| ۲    | هما تهران     |             |
| ۳    | نفت تهران     |             |